# Ioannis Papapetrou
Ioannis Papapetrou (griechisch Ιωάννης Παπαπέτρου; * 30. März 1994 in Patras, Griechenland) ist ein ehemaliger griechischer Basketballspieler. Der 206 cm große und 106 kg schwere Mann spielte auf der Position des Small Forward.

## Karriere
Papapetrou startete seine Karriere mit der Jugendmannschaft von Ilisiakos Athen. Seine Highschool-Zeit verbrachte er in Florida. 2012 wechselte er in die University of Texas, wo er ein Jahr verbrachte. Seine Profikarriere startete er 2013 bei Olympiakos. Mit Piräus konnte Papapetrou in den Jahren 2015 und 2016 die griechische Meisterschaft gewinnen. 2016 wurde er zum besten Nachwuchsspieler der griechischen Basket League gewählt. Im Juli 2018 wechselte er zu Panathinaikos Athen, wo er einen Dreijahresvertrag unterzeichnete.

## Privates
Ioannis Papapetrou ist Sohn des ehemaligen griechischen Basketballnationalspielers Argiris Papapetrou. Seine Mutter Anastasia ist eine ehemalige Fußballspielerin. Ioannis Bruder Georgios Papapetrou ist ebenfalls Basketballprofi.

## Erfolge
- Griechischer Meister: 2015, 2016, 2019, 2020, 2021, 2024
- Griechischer Pokalsieger: 2019, 2021, 2025
- Griechischer Superpokalsieger: 2021
- Meister der Adriatischen Liga: 2023
- EuroLeague: 2024
- Intercontinental Cup: 2013